# Schlacht auf dem Amselfeld (1915)
Die Schlacht auf dem Amselfeld (1915) (im deutschen ebenfalls Kosovo-Feldzug oder Verfolgungskämpfe im Kosovo genannt; bulgarisch Косовска настъпателна операция Kosovska nastŭpatelna operatsi; serbisch Битка на Косову Bitka na Kosovu) war eine Schlacht, welche im Zusammenhang mit dem Serbienfeldzug der Mittelmächte während des ersten Weltkriegs steht. Die Schlacht endete nach zwei Wochen mit einem Sieg der Mittelmächte und die dadurch folgende Besetzung Serbiens durch österreichisch-ungarische und bulgarische Truppen. Nach der Niederlage zogen sich serbischen Truppen aus dem Amselfeld zurück.

## Hintergrund
Am 6. Oktober 1915, weniger als ein Jahr nachdem Serbien (damals Königreich Serbien) den ersten alliierten Sieg des ersten Weltkriegs errungen und die Dritte Armee Österreich-Ungarns gedemütigt hatte, begannen die elfte deutsche Armee den vierten Einmarsch in Serbien. Die überwältigende Überlegenheit bei der schweren Artillerie sowie das zahlenmäßige Gewicht überwältigten die serbische Armee schnell, die nach Süden in Richtung Kragujevac und Niš strömte. Fünf Tage später wurden die Serben überrascht, als die Erste und Zweite bulgarische Armee von Osten her in Serbien eindrangen, die Eisenbahnlinie von Saloniki nach Norden unterbrachen und Serbien der Verstärkung und Artilleriemunition beraubten. Das serbische Oberkommando sah sich gezwungen, seine so wichtige zweite Armee von der Nordfront zu verlegen, um diese Grenze zu verteidigen. Trotz einer zähen Verteidigung, die den Feind dazu brachte, langsamer als erwartet vorzurücken, zwang der Druck von Österreich-Ungarn, der Deutschen und der bulgarischen ersten Armee im Norden und der aus dem Osten vorrückenden bulgarischen zweiten Armee die Serben zum Rückzug in südwestlicher Richtung in den Kosovo. Das Ziel der deutschen Armee war es, die serbische Armee einschließen und zerschlagen, um den Zugang zu den Balkanverbündeten zu sichern.
Der Name „Amselfeld“ ist eine historische Bezeichnung für eine Landschaft, welche in der heutigen Republik Kosovo zu finden ist. Das „Amselfeld“ war 1389 Schauplatz einer berühmten Schlacht zwischen den Serben und einer Invasionsarmee des Osmanischen Reiches. Später wurde es zum Geburtsort des serbischen Nationalismus. 

## Verlauf der Schlacht
Die Schlacht verlief sehr günstig für die Mittelmächte, da bereits nach ein paar Tage große Schritte auf dem Gebiet Serbiens gemacht wurden. Laut der deutschen Heerleitung standen deutsche Truppen nördlich von Pristina im Kampf. Ebenfalls rückten osterreichisch-ungarische Truppen im Ibartal weiter vor und standen bereits 6 km nördlich von Mitrovica. Bulgarische Truppen drangen erfolgreich über das Zegovac-Gebirge in Richtung Pristina vor. Die Schlacht endete nach 14 Tagen, nachdem von Mackensen an dem Tag das Ende des Feldzugs erklärte. Zudem meldeten die Berichte mehrere tausend serbische Gefangene – nach Heeresangaben insgesamt über 9.500 Soldaten, außerdem Maschinengewehre und Geschütze erbeutet.
Der Angriff führte zur Gefangennahme großer serbischer Truppenteile und trug maßgeblich zur Niederlage Serbiens im Ersten Weltkrieg bei. Nach der Schlacht fingen serbische Truppen mit dem Rückzug aus dem Amselfeld an – aus dem Gebiet, welcher Schauplatz für eine der wichtigsten Schlachten in der serbischen Historie war – dabei zogen sie sich in die albanischen und montenegrinischen Berge zurück. Die serbische Armee kam nach ihrer Neuformierung auf Korfu später an der neu entstandenen Front in Makedonien wieder zum Einsatz.